# Sex, Lies and Volleyball/Photo Fini
Sex, Lies and Volleyball/Photo Fini is de vierde aflevering van het derde seizoen van het tienerdrama Beverly Hills, 90210, die voor het eerst werd uitgezonden op 5 augustus 1992. De titel refereert aan de film Sex, Lies, and Videotape (1989).

## Verhaal
Steve ontmoet tijdens het laten inschrijven van mensen voor een volleybaltoernooi de aantrekkelijke Brooke, op wie hij onmiddellijk verliefd wordt. Ze vertelt hem van ver weg te komen en vastberaden te zijn om het toernooi te winnen, maar geen partner te hebben. Steve bewijst zichzelf en al snel wordt hij haar partner. Niet veel later ontmoet zij Brandon, op wie zij een oogje krijgt als hij haar zegt dat hij uit dezelfde gebied komt als zij. Brandon doet in eerste instantie terughoudend omdat hij weet dat Steve gevoelens voor haar heeft, maar als ze duidelijk maakt geen interesse in Steve te hebben, maar wel in hem, zoent hij haar. Als Steve ontdekt dat Brandon en Brooke niet veel later een stel zijn geworden, wordt hij boos op Brandon. Hij vertelt hem dat Brandon altijd in alles beter presteert dan hij en dat hij ook een keer wilde uitblinken. Ze leggen het bij als Brandon toegeeft veel te voelen voor Brooke.
Ondertussen ontmoet Nikki Witt, een nieuw meisje in de stad, David. Ze wordt verliefd op hem en de muziek die hij maakt en David geniet van al de aandacht. Kelly vertelde hem eerder dat Donna waarschijnlijk ook een nieuwe flirt heeft gevonden in Parijs en Steve moedigt hem aan om te zoenen met Nikki. Als Kelly hem samen met haar ziet, confronteert ze hem. Als hij zichzelf verdedigt door dat wat Kelly eerder tegen hem zei, zegt Kelly dat ze hem maar plaagde en dat ze dat nooit zou doen. Uiteindelijk besluit hij niet te zoenen met Nikki, die zelf ook een vriendje blijkt te hebben.
Als Donna in Parijs gevraagd wordt om aan de slag te gaan als model, aarzelt ze geen moment. Al snel verandert ze in een meer losse dame en als Brenda haar hier mee confronteert, zegt ze ook te willen uitblinken en niet langer bekend te willen staan als het domme blondje van de groep. Echter, als haar fotograaf Pierre dwingt seks met haar te hebben om hogerop te komen, gooit ze wijn over hem en eindigt haar carrière als model.
Ondertussen krijgen Dylan en Kelly een wel erg hechte band. Ze geven zich als partners op voor het volleybaltoernooi, waar voor het eerst de vonk springt bij hen. Vlak voordat de aftitelingen beginnen, gaat Kelly naar Dylan, waar het duidelijk is dat ze zullen zoenen.

## Rolverdeling
- Jason Priestley - Brandon Walsh
- Shannen Doherty - Brenda Walsh
- Jennie Garth - Kelly Taylor
- Ian Ziering - Steve Sanders
- Gabrielle Carteris - Andrea Zuckerman
- Luke Perry - Dylan McKay
- Brian Austin Green - David Silver
- Tori Spelling - Donna Martin
- Carol Potter - Cindy Walsh
- James Eckhouse - Jim Walsh
- Dana Barron - Nikki Witt
- James Pickens jr. - Henry Thomas
- Alexandra Wilson - Brooke Alexander
- Max Coppola - Pierre
- Krista Errickson - Maggie
- Maria Cina - Yvonne